# Küsten-Lyraschlange
Die Küsten-Lyraschlange (Trimorphodon biscutatus) ist ein eher schwach giftiger Vertreter der Schlangen (Serpentes). Die bis 1,2 Meter lange Schlange ist durch eine V-förmige Kopfzeichnung, eine hellbraune bis graue Färbung, dunkle Sattelflecken mit hellem Zentrum und vertikale Pupillen charakterisiert. Ihr Verbreitungsgebiet erstreckt sich von Mexiko bis Guatemala und Costa Rica, wo sie Felsgebiete, Kiefernwälder und wüstenähnliche Gebiete in bis zu 3500 Metern Höhe über dem Meeresspiegel bewohnt. Dieser nachtaktive Bodenbewohner ernährt sich hauptsächlich von Echsen und anderen Schlangen, allerdings werden auch Kleinsäuger und Vögel nicht verschmäht. Sie legt Eier, anders als etliche andere Trugnattern, welche vivipar sind. 
Es werden fünf Unterarten unterschieden:
- Trimorphodon biscutatus biscutatus (Duméril & Bibron, 1854)
- Trimorphodon biscutatus lambda (Cope, 1886)
- Trimorphodon biscutatus lyrophanes (Cope, 1860)
- Trimorphodon biscutatus quadruplex (Smith, 1941)
- Trimorphodon biscutatus vilkinsonii (Cope, 1886)

Das Gift der Küsten-Lyraschlange ist nicht potent genug, um Menschen ernsthaft zu gefährden.